# Teopompo
Teopompo (Quíos, 380 a. C.-323 a. C.) fue un historiador griego, posiblemente el más importante del siglo IV a. C.
Nació en la isla de Quíos, en el Egeo. Su padre, Damisístrato, le dio una educación esmerada. En las discordias entre Tebas, Atenas y Esparta, su familia se pronunció por Esparta, lo que motivó la salida de su tierra; bajo la protección de Alejandro Magno pudo abandonar Esparta, donde se había refugiado, y volver en el año 333-332 para militar en el partido aristocrático de Quíos. Pero a la muerte de Alejandro volvió a ser atacado y tuvo que refugiarse al lado de Ptolomeo I, quien estuvo a punto de condenarlo a muerte; los amigos que tenía en la corte del rey lo impidieron. Se sabe que en Atenas asistió a la escuela de Isócrates junto con Éforo de Cumas y destacó como orador en el género epidíctico, logrando incluso un premio de oratoria en el año 352-351 a. C. de manos de Artemisia II de Caria en honor de su marido. 
Hizo numerosos viajes para documentar sus obras, sobre todo por Macedonia. En estos viajes amistó con Aristóteles, con la nodriza de Alejandro Magno, Lánice, y la familia real macedonia. Luego compuso su obra más importante, las Filípicas, formada por 58 libros en torno a la historia de Filipo II de Macedonia. En su obra predomina un estilo moralista, distinguiéndose por su crítica a la vida privada de Filipo a la vez que apoyaba sus acciones políticas, contradicción que le fue imputada por Polibio. Recibió influencias de Heródoto, Isócrates y Antístenes. Y, como era una obra muy digresiva, Filipo V, siglo y medio más tarde, hizo una edición menos heterogénea de esta obra en la que eliminó todo lo que no tuviera relación con Macedonia, dejando en 16 libros los 58 originales; también parece que Teopompo no disponía de un juicio crítico sobre sus fuentes tan afinado como el de Tucídides, pues incluía historias novelescas e increíbles, aunque sabía caracterizar psicológicamente a los personajes. 
Se ha perdido todo su trabajo, pero es bastante conocido por las largas citas que hacen de él otros autores. Además de las Filípicas escribió unas Helénicas que continuaban la obra de Tucídides y abarcan desde el 410 a. C. hasta la batalla de Cnido (394 a. C.). Las Helénicas, parecen ser de menor importancia a tenor de lo poco citada que es, y se cree que puede ser obra de su juventud, como afirma Arnaldo Momigliano: "Teopompo debió, pues, madurar, precisamente en el esfuerzo de proseguir la obra de Tucídides". Este autor destaca en Teopompo la superación del modelo historiográfico de Tucídides al dar entrada a Filipo en la oposición entre los modelos políticos de Esparta y Atenas y adecuarse a la nueva realidad política.
Escribió también una Diatriba contra Platón, un tratado Sobre la piedad y una historia de la imaginaria isla de Merópide o Meropis que se publicó con el título de Thaumasia, vinculada al género paradoxográfico; bien pueden ser digresiones desgajadas de sus Filípicas. Igualmente le pertenecen unos Panegíricos o encomios a Mausolo, Filipo II y Alejandro y un Epítome de Heródoto en dos libros. Según Dionisio de Halicarnaso, no solo fue un gran historiador, sino un orador excelente y uno de los discípulos que más honraron a la escuela de Isócrates.